# Tofalari
I tofalari - Тофалары, тофа (tofa) in lingua russa; precedentemente conosciuti come карагасы, o karagas - sono un popolo turco dell'Oblast' di Irkutsk nella Russia. Le loro origini, lingua e cultura sono vicine a quelle dei Tuvani-Todzhini orientali. Prima della rivoluzione d'ottobre, i Tofalari erano dediti all'allevamento nomade delle renne nella taiga e alla caccia. I tofalari furono risistemati dal governo sovietico nel 1932. I giovani tofalari impararono così il russo nelle nuove scuole costruite da sovietici, mentre le tradizioni culturali come la caccia e lo sciamanesimo vennero scoraggiate o proibite. Secondo il censimento del 2010, risultavano 762 tofalari in Russia (2828nel 1926, 476 nel 1959, 570 nel 1970, 576 nel 1979, 722 nel 1989 e 837 nel 2002).